# Mågerodde og Karby Odde
Mågerodde og Karby Odde este o arie protejată (arie specială de conservare — SAC, sit de importanță comunitară — SCI, arie de protecție specială avifaunistică — SPA) din Danemarca întinsă pe o suprafață de 497 ha, din care 31 % marine.

## Localizare
Centrul sitului Mågerodde og Karby Odde este situat la coordonatele 56°46′15″N 8°33′26″E / 56.770833°N 8.557222°E.

## Înființare
Situl Mågerodde og Karby Odde a fost declarat arie de protecție specială avifaunistică în mai 1983 pentru a proteja 7 specii de animale. Alte tipuri de protecție:
- sit de importanță comunitară (în februarie 1998)
- arie specială de conservare (în decembrie 2011)[1][3][4]

## Biodiversitate
Situată în ecoregiunile atlantică și marină Atlantică, aria protejată conține 12 habitate naturale: Golfuri mici largi și golfuri puțin adânci, Salicornia și alte specii anuale care populează regiunile mlăștinoase și nisipoase, Pajiști uscate seminaturale și facies de acoperire cu tufișuri pe substraturi calcaroase (Festuco-Brometalia) (* situri importante pentru orhidee), Izvoare petrifiante cu formare de travertin (Cratoneurion), Faleze cu vegetație de pe coastele atlantice și baltice, Lagune de coastă, Mlaștini alcaline, Pășuni atlantice udate de apa mării (Glauco-Puccinellietalia maritimae), Vegetație anuală la limita mareei, Vegetație perenă pe țărmurile stâncoase, Formațiuni ierboase bogate în specii de Nardus, dezvoltate pe substraturi silicioase în zone montane (și în zone submontane, în Europa continentală), Cursuri de apă de la nivel de câmpie la nivel montan, cu vegetație Ranunculion fluitantis și Callitricho-Batrachion.
La baza desemnării sitului se află mai multe specii protejate:
- păsări (6): Branta bernicla hrota, bătăuș (Philomachus pugnax), ploier auriu (Pluvialis apricaria), ciocântors (Recurvirostra avosetta), chiră mică (Sterna albifrons), Sterna paradisaea
- mamifere (1): vidră de râu (Lutra lutra)